# Ренни, Юрая
Юрая Д. Ренни (англ. Uriah D. Rennie; 23 октября 1959, Ямайка — 8 июня 2025) — английский профессиональный футбольный судья.

## Биография
Карьеру футбольного судьи Ренни начал в 1979 году в местных лигах. Работал в Северной Премьер-Лиге до 1994 года, когда он был назначен в список судей Футбольной лиги. С 1997 года обслуживал матчи Премьер-лиги.
В высшей лиге английского футбола Юрая Ренни дебютировал 23 августа 1997 года матчем между «Кристал Пэлас» и «Лидс Юнайтед» (2:0). С 2000 по 2004 год имел статус судьи ФИФА. В 2003 году ему было доверено обслуживать решающий матч за Трофей Футбольной ассоциации.
В 2007 году он пережил травму подколенного сухожилия, но сумел вернуться к активному судейству. В 2009 году завершил карьеру.
В сентябре 2010 года Ренни занял пост президента ФК «Халлам».

## Личная жизнь
Увлекался кикбоксингом и айкидо. Имеел степень магистра в области делового администрирования и права.
Был женат. Есть дочь.
В 2014 году принял участие в съёмках художественного фильма режиссёра Джулиано Фарино «Чудесный» с Тоби Джонсом в главной роли. В 2015 году Юрая Ренни был арбитром гейм-шоу Freeze Out.
Занимался благотворительной деятельностью.
В апреле 2025 года Ренни сообщил, что снова учится ходить после того, как из-за редкого заболевания его парализовало ниже пояса. Скончался 8 июня 2025 года в возрасте 65 лет.